# لويس هنري (سياسي)
لويس هنري (بالإنجليزية: Lewis Henry)‏ هو محامي وسياسي أمريكي، ولد في 8 يونيو 1885 في إلميرا في الولايات المتحدة، وتوفي في 23 يوليو 1941. نشط حزبياً في الحزب الجمهوري. وقد انتخب عضو مجلس النواب الأمريكي.